# 北條誠

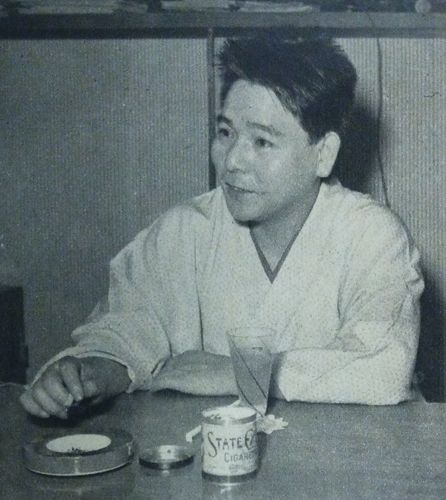
1954年

北條 誠（ほうじょう まこと、1918年1月5日 - 1976年11月18日）は、日本の小説家、劇作家。

## 経歴
東京生まれ。1934年旧制府立一中（現・東京都立日比谷高等学校）を四修で卒業。1940年早稲田大学国文科卒。出征ののち、1943年東亜交通公社勤務。川端康成に師事し、1940年『埴輪と鏡』で芥川賞候補。戦後、鎌倉文庫に入社、編集をおこなう。1946年『寒菊』『一年』で野間文芸奨励賞受賞。
1947年（昭和22年）、ラジオドラマ『向う三軒両隣』の脚本を八住利雄、伊馬春部、北村寿夫とともに交代で執筆。終戦直後の民主的で明るい人間関係を描くホームドラマは人気番組となった。
1953年（昭和28年）『白扇』で直木賞候補。その後もラジオ、舞台、テレビの脚本を書き、1963年（昭和38年）、最初の大河ドラマ『花の生涯』の脚本も担当した。ほか少女小説、恋愛小説を多数書いた。1971年の都知事選では秦野章後援会副会長。川端康成が自殺した際、メモには北條の電話番号が書いてあったという。翻訳家の北條元子は娘。その夫は馬術選手の法華津寛。
1976年（昭和51年）11月18日、腎不全のため東京女子医科大学病院で死去。日本ペンクラブ、日本文芸家協会、日本文芸著作権保護同盟、川端康成記念会による合同葬が営われた。

## 著書
- 『春服』竹村書房 1940
- 『紫の帯』湊書房 1945
- 『昔の人』前田出版社 1946
- 『明日の愛情』丹頂書房 1946
- 『わが家の平和』好日書房 1947
- 『愛別』鹿水館 1947
- 『舞扇』三島書房（三島文庫）1947
- 『薄衣』三島書房 1947
- 『蛍草 少女小説』梧桐書院 1948
- 『哀しき花束』偕成社 1948
- 『愛情の地図』文芸書肆 1948
- 『愛の流れ』フレンドブック社 1948
- 『アパートの道徳』報文社 1948
- 『女優』筑紫書房 1948
- 『幻影』大日本雄弁会講談社（新鋭文学選書）1948
- 『花日記』その1、2 尾崎書房 1949
- 『孤独の花』偕成社 1949
- 『また逢ふ日まで』偕成社 1949
- 『曲芸』鎌倉文庫 1949
- 『母子鳥』ポプラ社 1950
- 『友情の翼』ポプラ社 1950
- 『ショパン ピアノの詩人』（偉人物語文庫）偕成社 1950
- 『新しい女性の手紙』あかね書房 1950
- 『ゲーリック 打撃王』ポプラ社 1951
- 『すみれ日記 少女小説』あかね書房 1951
- 『忘れな草日記』あかね書房 1951
- 『哀しき虹』ポプラ社 1951
- 『涙の讃美歌』ポプラ社 1951
- 『乙女椿』ポプラ社 1951
- 『夢の花園』ポプラ社 1952
- 『羽ばたく天使』偕成社 1952
- 『はるかなる歌』ポプラ社 1953
- 『君を待つ宵』豊文社 1953 のち春陽文庫
- 『手紙の書き方』要書房（実用新書）1953
- 『花を吹く風』文芸図書出版社 1953 のち春陽文庫
- 『家族あわせ』毎日新聞社 1953 のち春陽文庫
- 『芥川龍之介 永遠の芸術家』ポプラ社 1953
- 『母よぶ瞳』ポプラ社 1954
- 『希望の青空』ポプラ社 1954
- 『涙の甲子園』ポプラ社 1954 のちフォア文庫
- 『幸は山のかなたに』ポプラ社 1954
- 『夕映えの丘』ポプラ社 1954
- 『風薫る庭』豊文社 1954
- 『涙の花形』東京文芸社 1954 のち春陽文庫
- 『君と行く途』豊文社 1954 のち春陽文庫
- 『化粧の街』東方社 1954 のち春陽文庫
- 『愛の小径』山田書店 1954 のち春陽文庫
- 『花の季節』東京文芸社 1954 のち春陽文庫
- 『夜いくたび』東方社 1954 のち春陽文庫
- 『ビキニ夫人とヘップバーン娘』東京文芸社 1954
- 『青春舞台』山田書店 1954
- 『オルゴールの唄』和同出版社 1954
- 『緑はるかに』ポプラ社 1955
- 『夢のみずうみ』ポプラ社 1955
- 『花ごよみ』河出書房（ロビン・ブックス）1955
- 『櫓太鼓』山田書店 1955
- 『哀愁日記』河出新書 1955 のち春陽文庫
- 『巷の妖精』和同出版社 1955 のち春陽文庫
- 『火の舞』山田書店 1955
- 『かりそめの唇』東方社 1955 のち春陽文庫
- 『この世の花』全3巻 東京文芸社 1955-1956 のち春陽文庫
- 『クラブとハート』東京文芸社（人気作家小説全集 第9 現代小説篇）1955
- 『やがて青空』東方社（東方新書）1955 のち春陽文庫
- 『若旦那　恋は曲者』豊文社 1955
- 『牡丹刷毛』和同出版社 1955
- 『巷ははる風』東方社 1955
- 『白い灯台』和同出版社 1955 のち春陽文庫
- 『愛情賭博』鱒書房（コバルト新書）1955
- 『蛮茶物語』東京文芸社 1955
- 『聖しこの夜』ポプラ社 1956
- 『角帽三羽烏』東京文芸社 1956
- 『緑なる人』東京文芸社 1956 のち春陽文庫
- 『愛情の波紋』東方社（東方新書）1956 のち春陽文庫
- 『めぐり逢うとき』東方社 1956
- 『気まぐれ会議』東方社 1956
- 『ただひとりの人』平凡出版（平凡映画小説シリーズ）1956 のち春陽文庫
- 『あすの花びら』東方社 1956 のち春陽文庫
- 『白扇』東方社（東方新書）1956
- 『もう夜が明ける』東方社 1956 のち春陽文庫
- 『家庭教師と女生徒』東方社 1956
- 『雲は梢に』東方社（東方新書）1956
- 『愛の花束』ポプラ社（少女小説文庫）1957
- 『美しき涙』ポプラ社（少女小説文庫）1957
- 『夢の花びら』ポプラ社（少女小説文庫）1957
- 『江戸屋本店』東方社 1957
- 『青い口笛』東方社 1957 のち春陽文庫
- 『わが恋やまず』桃源社 1957 のち春陽文庫
- 『風はバラ色』全3巻 東方社 1957-1958
- 『雨の扇』東方社 1957
- 『白いエプロン』東方社 1957
- 『私は炎』桃源社 1957
- 『七色の風』ポプラ社（少女小説文庫）1958
- 『春の手品師』東方社 1958
- 『花のうたげ』桃源社 1958 のち春陽文庫
- 『花は嘆かず』平凡出版 1958 のち春陽文庫
- 『華やかな氷河』全6部 東方社 1958-1959
- 『月若くして』講談社 1958 のち春陽文庫
- 『わが恋よ翼あれ』平凡出版 1958 のち春陽文庫
- 『風吹かば吹け』桃源社 1958 のち春陽文庫
- 『あなたが一番好き』川津書店 1958
- 『蝕まれた花』川津書店 1959 のち春陽文庫
- 『風の中の花』川津書店 1959
- 『青い梢』東方社 1959
- 『雨の街路樹』浪速書房 1959
- 『この空の下に』桃源社 1959 のち春陽文庫
- 『風の中の男』東方社 1959 のち春陽文庫
- 『勝負』東方社 1959
- 『朝つゆの道』ポプラ社（少女小説名作全集）1960
- 『青い口紅』浪速書店 1960-1961
- 『美しきものは』東方社 1960
- 『ここに青春』東方社 1960 のち春陽文庫
- 『紅い喪章』桃源社 1960 のち春陽文庫
- 『つんころ大助 1』講談社 1961
- 『母の呼ぶ声』ポプラ社（少女小説名作全集）1961
- 『夜光虫』東方社 1961
- 『奔流』桃源社 1961 のち春陽文庫
- 『はるかなる旅』東方社 1961
- 『霧は果てなく』桃源社 1961 のち春陽文庫
- 『片側通行』東方社 1962 のち春陽文庫
- 『二つの橋』桃源社（ポピュラー・ブックス）1962
- 『花がいっぱい』桃源社 1962
- 『遥かなる人』春陽文庫 1964
- 『女の雨季』桃源社 1964
- 『朝の化粧』桃源社 1964
- 『古城今昔』秋田書店 1965
- 『緑の青春』春陽文庫 1965
- 『虹の設計』全3部 日本放送出版協会 1965-1966
- 『川端康成心の遍歴』二見書房 1969
- 『銀座ママの請求書』評論新社（カメノコ・ブックス）1971
- 『名城のからくり』日本交通公社（ベルブックス）1971
- 『皇城の人びと』秋元書房 1973
- 『川端康成-文学の舞台』平凡社（歴史と文学の旅）1973
- 『アカシヤの唄』浪曼 1973
- 『愛の終わるとき』PHP研究所 1974
- 『野菊と口笛』鷹書房 1975
- 『さよなら逆転ホームラン』金の星社（フォア文庫）1987

### 共著編
- 『美しい文章の書き方』安藤静雄共編 鷺ノ宮書房 1953
- 『文章を書く人の為に』安藤静雄共著 鷺ノ宮書房 1956
- 『愛の手紙 これだけは身につけよう』（編）集英社 1958

## 再話
- 小公女 バーネット あかね書房 1950（世界絵文庫）
- 家なき娘 エクトル・マロー ポプラ社 1950（世界名作物語）
- 大いなる遺産 ディケンズ 偕成社 1951（世界名作文庫）
- 村のロメオとユリア ゴットフリード・ケラー ポプラ社 1951（世界名作物語）
- ポールとビルジニ サン・ピエール 偕成社 1951（世界名作文庫）
- アルプスの少女 ヨハンナ・スピリ あかね書房 1952（世界絵文庫）
- 乞食王子 マーク・トウェーン あかね書房 1952（世界絵文庫）
- 平家物語 誠文堂新光社 1952（少年少女日本名作選）
- 怪談 小泉八雲 偕成社 1954（世界名作文庫）